# Sacrament
Sacrament est le quatrième album du groupe Lamb of God sorti le 22 août 2006.

## Liste des chansons
1. Walk With Me In Hell - 5:12
2. Again We Rise - 4:30
3. Redneck - 3:40
4. Pathetic - 4:32
5. Foot To The Throat - 3:13
6. Descending - 3:35
7. Blacken The Cursed Sun - 5:28
8. Forgotten (Lost Angels) - 3:06
9. Requiem - 4:12
10. More Time To Kill - 3:38
11. Beating On Death's Door - 5:08